# ベゴニャ教会
ベゴニャ教会（バスク語: Begoñako basilika, スペイン語: Basílica de Nuestra Señora de Begoña, 英語: Basilica of Begoña）は、スペイン・バスク州ビスカヤ県ビルバオにあるバシリカ（カトリック教会）である。ビスカヤ地方の守護聖人である修道女ベゴニャに捧げられている。現在の教区司祭はヘスス・フランシスコ・デ・ガリタオナンディアである。ゴシック様式を主とするが、様々な様式が混合している。

## 歴史

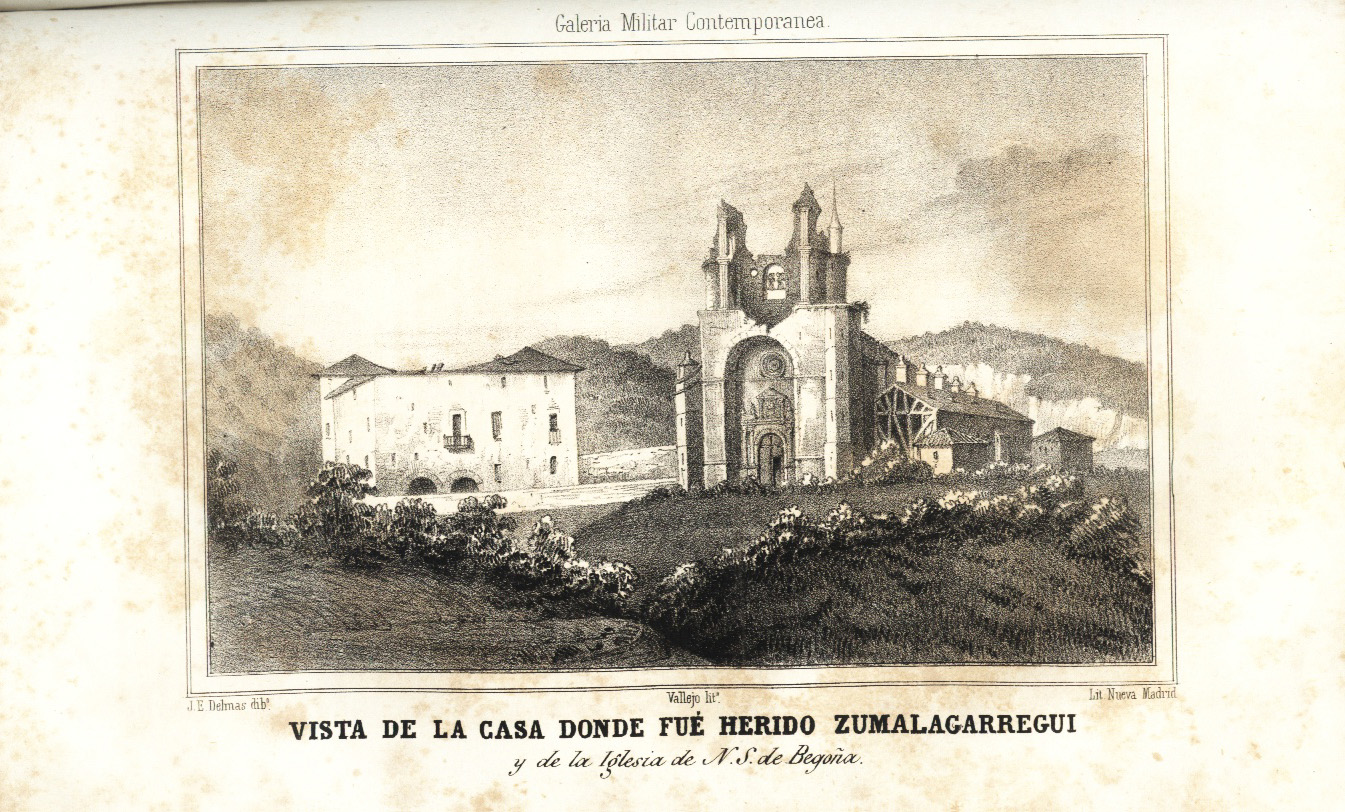
1846年の教会の見取り図

サンチョ・マルティネス・デ・アレゴによって設計され、16世紀前半にベゴニャ教会が建設された。3つの身廊を持ち、1511年に建設が開始されたアーチ形天井は約1世紀を経た17世紀にようやく完成した。この建設作業中にはゴシック様式が台頭し、16世紀半ばに建てられた正面玄関はスペインの建築家ヒル・デ・オンタニョンの作品を思い起こさせるような壮大なアーチ状で建てられた。建物の残り部分はユニテリアン・ゴシック様式となっている。
19世紀のバシリカは市街地の端にあり、ビルバオ市の城壁の一部を構成したことで損傷を受けた。1835年6月14日、カルリスタのトマス・デ・スマラカレギ将軍はバシリカの近くで銃弾を受けて重傷を負い、6月24日に死去した。現在の尖塔と外装の一部はホセ・マリア・バステラによって設計され、1902年から1907年の間に建てられた。
1942年8月16日にはファランジスト（ファランヘ党信仰者）とカルリスタが衝突し、バシリカ近くで手榴弾を爆発させた。負傷者数や死者数は記録によって異なるが、事件はスペインの愛国主義者の派閥間に危険な亀裂を生み、フランコ政権の再編が促された。著名なファランジストであるフアン・ホセ・ドミンゲスは事件の復讐のために銃撃された。
1993年9月から1994年6月まで被害の復旧作業が行われ、時計の文字盤や鐘に大規模な清掃・修復作業が施された。1トンの重量を持つ時計塔は24の鐘を収容し、スイスのズミスヴァルトで建てられた。時計塔の歴史は1922年まで遡り、現在では7つの異なるメロディを奏でることができる。

## ラ・サルベと教会
ラ・サルベとはスペイン語で「感謝」、「聖マリアへの祈り」の意味である。ビスケー湾からネルビオン川を船で上ってきた船員は、現在のラ・サルベにあたる場所で初めてベゴニャ教会の尖塔を見ることができた。地元に無事に帰還できたことを聖マリアに感謝したため、この地点がラ・サルベと呼ばれるようになった。

## 祭礼や祝祭
毎年8月15日（聖母の被昇天の日）と10月11日（聖ベゴニャの日）には大規模な祭礼が行われ、多くの地元住民や観光客が礼拝に赴く。この地域の船員にとってはベゴニャ教会の名前は依然として重要であり、船舶の名称では「Virgen de Begoña」や「Begoña」が人気だとされる。教会は月曜日から金曜日の、9:30から13:30までと、16:30から20:30まで一般公開されている。メトロ・ビルバオではカスコ・ビエホ駅またはサントゥチュ駅が最寄駅である。